# Pteromalus macronychivorus
Pteromalus macronychivorus is een vliesvleugelig insect uit de familie Pteromalidae. De wetenschappelijke naam is voor het eerst geldig gepubliceerd in 1864 door Perez.